# Mickiewicz – Stasiuk – Haydamaky
Mickiewicz – Stasiuk – Haydamaky – wspólny album muzyczny polskiego literata Andrzeja Stasiuka i ukraińskiego zespołu folk-rockowego Haydamaky prezentujących poezję Adama Mickiewicza, wydany 26 stycznia 2018 przez PUGU art. Na płycie pojawiają się języki: polski, ukraiński i krymskotatarski. Nominacja do Fryderyka 2019 w kategorii «Album Roku Folk / Muzyka Świata».

## Lista utworów
1. Stepy Akermańskie
2. Burza
3. Pielgrzym
4. Alpuhara
5. Mogiły haremu
6. Upiór
7. Bajdary
8. Droga nad przepaścią w Czufut-Kale
9. Reduta Ordona
10. Pytasz, za co Bóg…